# R. M. Johnson Co.
R. M. Johnson Co. Inc. ist ein US-amerikanisches Unternehmen und ehemaliger Hersteller von Automobilen.

## Unternehmensgeschichte
Das Unternehmen wurde am 19. Juni 1974 in Annandale in Minnesota gegründet. 1985 begann die Produktion von Automobilen. Der Markenname lautete Johnson. 1985 oder 1986 endete die Fahrzeugproduktion. Das Unternehmen gilt noch als aktiv und wird von Elaine Johnson geleitet.

## Fahrzeuge
Das einzige Modell war die Nachbildung eines Modells von Packard von 1932. Ein V8-Motor trieb die Fahrzeuge an. Die offene Roadsterkarosserie bot Platz für zwei Personen.